# Apple Software Update
Apple Software Update — утилита от Apple Inc., предназначенная для автоматизированного управления обновлениями программного обеспечения Apple на платформе Microsoft Windows, включая установку и обновления таких приложений и компонентов, как iTunes, iCloud, QuickTime, Apple Mobile Device Support, драйверов Boot Camp и других средств, необходимых для интеграции устройств Apple с Windows‑системами. Утилита по умолчанию устанавливается вместе с Boot Camp или iTunes и действует как независимый компонент, регулярно проверяя наличие новых обновлений и автоматически загружая их. Проверка происходит еженедельно по расписанию и при ручном запуске пользователем, что обеспечивает своевременность исправлений безопасности и улучшений функциональности — особенно важно для интеграции устройств Apple с Windows.

## Назначение
Функциональность утилиты охватывает несколько ключевых сфер: во‑первых, автоматическую проверку и установку обновлений для приложений Apple, включая iTunes, iCloud, QuickTime и другие. Во‑вторых, обновление драйверов Boot Camp в Windows‑среде, что обеспечивает корректную работу аппаратных компонентов Mac‑устройств под Windows — включая трекпад, графику, сеть, Bluetooth и аудиосистему. Хотя Boot Camp‑драйверы также могут обновляться через штатный системный механизм Windows Update, Apple Software Update обеспечивает получение последних версий напрямую от Apple, часто быстрее и с меньшими зависимостями от системы. В настройках утилиты через меню «Edit → Preferences» пользователь может изменить частоту проверок, отключить автоматическую установку и включить уведомления, что при необходимости позволяет адаптировать работу утилиты под сценарий использования.

## История и развитие
Утилита впервые появилась как часть iTunes для Windows начиная с версии 7, однако затем стала отдельным инструментом, централизующим обновления экосистемы Apple в среде Windows. С оформлением Boot Camp Apple Software Update обрела более важную роль — стала главным механизмом доставки обновлений драйверов Boot Camp и связанных компонентов. В истории развития стоит отметить ситуацию 2008 года, когда компания Mozilla выразила критику: Safari распространялась через Apple Software Update как обновление, и некоторые пользователи восприняли его как установку уже имеющегося браузера — это вызвало дискуссии о прозрачности процессов обновления и необходимости явного согласия пользователя

## Функциональный обзор
Работа Apple Software Update включает автоматическую и ручную проверку обновлений, загрузку необходимых пакетов и их установку. Проверка по умолчанию запускается еженедельно и при запуске утилиты вручную через меню «Start → Apple Software Update». Доступна выборочная установка: пользователь может самостоятельно отметить только нужные компоненты для установки. Интерфейс позволяет гибко управлять обновлениями, включая расписание и уведомления. Кроме того, Apple Software Update обеспечивает обновление Boot Camp Support Software для корректной работы оборудования Mac в Windows. Управление предпочтениями осуществляется через «Edit → Preferences».

## Удаление и восстановление
Apple Software Update может быть удалена стандартным способом через «Программы и компоненты» в Панели управления Windows. После удаления обновления для iTunes, iCloud и других компонентов Apple перестают автоматически устанавливаться. Для восстановления утилиты достаточно извлечь файл `AppleSoftwareUpdate.msi` из установочного пакета Boot Camp Support Software или из дистрибутива iTunes и запустить его вручную. Если Apple Software Update отсутствует после установки через Boot Camp Assistant, рекомендуется заново загрузить её либо переустановить Boot Camp Support Software через macOS.

## Альтернативы и современное состояние
Для современного Windows (10 и выше) Apple предлагает обновление своих приложений (например, Apple Music, Apple TV, iCloud) через Microsoft Store, что автоматически поддерживает их актуальность и предоставляет альтернативный путь доставки обновлений. В таком случае Apple Software Update может стать необязательной для медиаприложений, но сохраняется в виде инструмента для обновления Boot Camp‑драйверов и других низкоуровневых компонентов. В macOS обновление системы и встроенных приложений осуществляется через встроенную функцию Software Update (доступ через настройки macOS, в разделе Software Update), которая автоматически проверяет и устанавливает актуальные версии системы, Safari, сторонних приложений и драйверов без использования Apple Software Update.

## Роль в экосистеме обновлений Apple
Apple Software Update является частью системы доставки обновлений Apple — включая мелкие исправления безопасности (Security Updates и Rapid Security Responses) и крупные релизы операционных систем (например, iOS 18, macOS Sequoia и другие). Для macOS обновления поставляются встроенным механизмом Software Update, а для Windows число патчей и драйверов поставляется через Apple Software Update. Обновления среды iOS и iPadOS также включают новейшие версии — до iOS 18.5 (релиз сентябрь 2024) и macOS Sequoia 15.x (по состоянию на май 2025), поддерживающие защиту и стабильность устройств.